# International Union of Basic and Clinical Pharmacology
Die International Union of Basic and Clinical Pharmacology (IUPHAR) wurde 1959 unter dem Namen International Union of Pharmacology als Sektion der International Union of Physiological Sciences gegründet und 1965 unabhängig, 2006 erfolgte die Namensänderung. Sie ist eine gemeinnützige wissenschaftliche Fachgesellschaft, die die Interessen von Forschern in pharmakologischen Bereichen vertritt und eine globale Zusammenarbeit für bessere Medikamente fördert. 1961 fand der erste Weltkongress in Stockholm statt.